# Tahar Tamsamani
Al-Tahar Al-Tamsamani (en árabe: الطاهر التمسماني) (Marrakech, Marruecos, 10 de septiembre de 1980) es un deportista olímpico marroquí que compitió en boxeo, en la categoría de peso pluma y que consiguió la medalla de bronce en los Juegos Olímpicos de Sídney 2000.

## Palmarés internacional
| Juegos Olímpicos | Juegos Olímpicos   | Juegos Olímpicos  | Juegos Olímpicos |
| Año              | Lugar              | Medalla           | Prueba           |
| ---------------- | ------------------ | ----------------- | ---------------- |
| 2000             | Sídney (Australia) | Medalla de bronce | Peso pluma       |